# 453 (tal)
453 är det naturliga talet som följer 452 och som följs av 454.

## Inom vetenskapen
- 453 Tea, en asteroid.

## Inom matematiken
- 453 är ett udda tal.
- 453 är ett sammansatt tal.
- 453 är ett semiprimtal.[1]